# Sencillamente
«Sencillamente» es una canción perteneciente a la banda de Bersuit Vergarabat, compuesta por Gustavo Cordera y Carlos E. Martin y música de Cordera y Pepe Céspedes. Es el tema n.º 4 del disco de la banda, titulado Testosterona de 2005.
La historia trata de una pareja con una relación agotada y monótona, trasformándose en una súplica de renovación de parte del hombre, quien en su afán de preservar la relación muta en lo que ella espera.

## El video
El video de la canción Sencillamente trata la historia de un hombre que se encuentra completamente enamorado de una mujer. Él (Gustavo Cordera), hará lo que sea necesario para preservar su relación, así en el video se ve cómo él va transmutando en mujer, es decir, va descubriendo su lado femenino, con lo que le da una nueva dimensión a la relación.  El ambiente que genera el video es un tanto psicodélico con escenas en color y en blanco y negro. El director del videoclip, fue Mex Urtizberea. 
- Datos: Q6124898